# Гиноаика (Прахова)
Гиноаика (рум. Ghinoaica) насеље је у Румунији у округу Прахова у општини Ваду Сапат. Oпштина се налази на надморској висини од 186 m.

## Становништво
Према подацима из 2002. године у насељу је живело 171 становника, од којих су сви румунске националности.